# I-369 (tàu ngầm Nhật)
I-369 là một tàu ngầm vận tải thuộc lớp Type D1 được Hải quân Đế quốc Nhật Bản chế tạo vào giai đoạn cuối Chiến tranh Thế giới thứ hai. Nhập biên chế năm 1944, nó thực hiện các chuyến vận tải giữa Nhật Bản đến các căn cứ tại các đảo bị cô lập, rồi dự định được cải biến thành một tàu ngầm chở dầu, nhưng công việc chưa hoàn tất vào lúc cuộc xung đột kết thúc. I-369 đầu hàng lực lượng Đồng Minh và bị tháo dỡ vào năm 1946.

## Thiết kế và chế tạo

### Thiết kế
Tàu ngầm Type D là một kiểu tàu ngầm vận tải, được thiết kế dựa trên chiếc U-155 Deutschland của Hải quân Đế quốc Đức trong Thế Chiến I. Chúng có trọng lượng choán nước 1.808 tấn (1.779 tấn Anh) khi nổi và 2.251 tấn (2.215 tấn Anh) khi lặn, lườn tàu có chiều dài 73,5 m (241 ft 2 in), mạn tàu rộng 8,9 m (29 ft 2 in) và mớn nước sâu 4,46 m (14 ft 8 in). Con tàu có thể lặn sâu đến 75 m (246 ft), và có khả năng vận chuyển 85 tấn hàng hóa cùng mang theo hai xuồng đổ bộ Daihatsu.
Tàu ngầm Type D1 được trang bị hai động cơ diesel Kampon Mk.23B Model 8 tổng công suất 1.850 mã lực phanh (1.380 kW), mỗi chiếc vận hành một trục chân vịt. Khi lặn, mỗi trục được vận hành bởi một động cơ điện công suất 600 mã lực (447 kW). Khi di chuyển trên mặt nước nó đạt tốc độ tối đa 13 hải lý trên giờ (24 km/h; 15 mph) và 6,5 hải lý trên giờ (12,0 km/h; 7,5 mph) khi lặn dưới nước, tầm xa hoạt động của Type D1 là 15.000 hải lý (28.000 km; 17.000 mi) ở tốc độ 10 hải lý trên giờ (19 km/h; 12 mph), và có thể lặn xa 120 nmi (220 km; 140 mi) ở tốc độ 3 hải lý trên giờ (5,6 km/h; 3,5 mph).
Type D1 thoạt tiên không được trang bị các ống phóng ngư lôi, nhưng do đòi hỏi mạnh mẽ từ các chỉ huy tiền phương, ít nhất các chiếc I-361, I-363 và I-369 được trang bị hai ống phóng phía mũi cùng hai ngư lôi Type 95 53,3 cm (21,0 in) để tự vệ.  Vũ khí trên boong tàu bao gồm một khẩu hải pháo 14 cm (5,5 in), cùng một pháo phòng không 25 mm Type 96 nòng đôi.

### Chế tạo
I-369 được đặt lườn như là chiếc Tàu ngầm số 5469 tại Xưởng vũ khí Hải quân Yokosuka ớ Yokosuka vào ngày 1 tháng 9, 1943. Nó được đổi tên thành I-369 vào ngày 25 tháng 1, 1944 trước khi được hạ thủy vào ngày 9 tháng 3, 1944. Con tàu hoàn tất và nhập biên chế vào ngày 9 tháng 10, 1944, dưới quyền chỉ huy của Đại úy Hải quân Matsushima Shigeo.

## Lịch sử hoạt động
Sau khi nhập biên chế, I-369 được phối thuộc cùng Quân khu Hải quân Yokosuka, và được điều về Hải đội Tàu ngầm 11 để chạy thử máy huấn luyện. Sau khi hoàn tất nó được điều sang Hải đội Tàu ngầm 7 từ ngày 15 tháng 12, 1944,
Vào ngày 21 tháng 1, 1945, I-369 khởi hành từ Yokosuka cho chuyến đi vận tải đầu tiên hướng sang đảo Marcus. Khi đến nơi vào ngày 28 tháng 1, nó chất dỡ hàng hóa rồi lên đường ngay cho chặng quay trở về, đi đến Yokosuka vào ngày 5 tháng 2. Nó lại xuất phát từ Yokosuka vào ngày 12 tháng 2 cho chuyến đi vận tải thứ hai, vận chuyển hàng hóa đến đảo Chichi-jima thuộc quần đảo Bonin, rồi quay trở về Yokosuka vào ngày 21 tháng 2. Vào ngày 20 tháng 3, Hải đội Tàu ngầm 7 được giải thể, và I-369 được điều sang Hải đội Tàu ngầm 16 cùng các tàu ngầm I-372, Ha-101, Ha-102 và Ha-104.
I-369 lại xuất phát từ Yokosuka vào ngày 16 tháng 4 cho chuyến đi vận tải thứ ba, cũng là chuyến cuối cùng, lần này đến Truk và đảo Meleyon tại Woleai thuộc quần đảo Caroline. Nó là chiếc tàu tiếp liệu cuối cùng đi đến căn cứ Truk, đến nơi vào ngày 1 tháng 5, chuyển giao 0,3 tấn thực phẩm, 6 tấn vũ khí và đạn dược, 25 tấn nhiên liệu cùng 4,4 tấn hàng tiếp liệu khác. Con tàu rời Truk vào ngày 3 tháng 5 để hướng sang đảo Meleyon, đến nơi lúc chiều tối ngày 7 tháng 5, nơi nó chất dỡ 39 tấn thực phẩm cùng 2,6 tấn hàng tiếp liệu khác. Nó đón lên tàu hai hộp chứa thi hài binh lính Nhật cùng 60 hành khách, bao gồm những người sống sót thuộc đội bay một thủy phi cơ Kawanishi H8K phải hạ cánh xuống Meleyon sau khi tham gia dẫn đường cho Chiến dịch Tan số 2 vào ngày 11 tháng 3, một cuộc tấn công tự sát Kamikaze xuống hạm đội Hoa Kỳ neo đậu tại Ulithi. I-369 khởi hành từ Meleyon vào ngày 11 tháng 5 để quay trở về Nhật Bản, về đến Yokosuka vào ngày 24 tháng 5.
Tại Yokosuka từ ngày 25 tháng 5, I-369 bắt đầu được cải biến thành một tàu ngầm chở dầu có khả năng vận chuyển 100 tấn xăng máy bay. Nó vẫn đang trong quá trình cải biến và ở trong trạng thái bị tháo dỡ một phần khi Thiên hoàng Chiêu Hòa Hirohito công bố qua đài phát thanh mệnh lệnh đình chỉ chiến sự giữa Nhật Bản và Đồng Minh vào ngày 15 tháng 8, 1945.
Tên nó được cho rút khỏi đăng bạ hải quân vào ngày 15 tháng 9, 1945. Con tàu bị tháo dỡ tại Yokosuka vào năm 1946.